# Callionymus schaapii
Callionymus schaapii, tên thông thường là đàn lia cát mõm ngắn, là một loài cá biển thuộc chi Callionymus trong họ Cá đàn lia. Loài này được mô tả lần đầu tiên vào năm 1852.

## Phân bố và môi trường sống
C. schaapii có phạm vi phân bố rộng khắp vùng biển Đông Ấn Độ Dương - Tây Thái Bình Dương, được tìm thấy ở độ sâu khoảng 8 m trở lại. Chúng sống trên đáy cát hoặc bùn, chủ yếu gần các khu vực cửa sông.

## Mô tả
Chiều dài lớn nhất được ghi nhận ở C. schaapii là khoảng 6,5 cm.